# 十戒 (佛教)
十戒，佛教術語，十種基本尸羅，是出家眾的基本戒律，沙弥與沙弥尼所必须遵守的戒律。在北傳佛教中，受菩薩戒時亦須受持，在家眾受持的十善戒也可簡稱爲十戒。

## 戒條
- 第一戒，不殺生。即不殺害一切有情生命。
- 第二戒，不偷盜。即未經物主允許不窃為己有。
- 第三戒，不淫。又称不非梵行，即彻底断绝淫事，不與人、非人等行淫，與五戒中的不邪淫不同。
- 第四戒，不妄語。即不說虛妄之事，妄语包括恶口（粗口詈骂）、两舌（搬弄是非）、绮语（华而不实花言巧语），尤其是大妄語——“未證言證”（未证得圣果而言自己得果）是极大罪过。
- 第五戒，不飲酒。即不沾染麻醉神智之物品，制戒初期只有酒类，现代高僧大德认为亦含菸、毒品。
- 第六戒，不著華鬘（花鬘）、好香塗身。即不可打扮華麗，不可在身上塗抹高級的香油、香水、精油等物，不戴花鬘等装饰品。
- 第七戒，不歌舞觀聽。即不可觀看、聆聽唱歌、跳舞、戲劇等相類似的聲光視聽娛樂。
- 第八戒，不坐高廣大床上。此床非睡眠之床，本爲“胡床”，即坐禅的座位，但汉地一般扩大内涵为坐臥起居不可使用寬大舒適的床、椅，严格来说并非犯戒。[1]
- 第九戒，不非時食。即「過午不食」，只许在日出至日中时进食，中午之後便不再进食。
- 第十戒，不捉持錢财金銀寶物。即不擁有、不追求、不藏匿金钱珍寶等財產，传统佛教的僧人不可持有财物。

## 與五戒異同
十戒之前五項戒與五戒（不殺生、不偷盜、不邪淫、不妄語、不飲酒）大致相同，而其中不邪淫提升为不淫（没有任何性行为）。

## 與八關齋戒異同
戒條上來說，十戒與八關齋戒僅差在捉金銀戒。是以八關齋戒亦稱「近住戒」，為在家人近阿羅漢而住（近清淨僧侶而住），戒律上亦近於沙彌、沙彌尼十戒。
然而在家人之八關齋戒受持僅一日一夜，隔日清晨戒體即自動捨去；在未捨戒的情形下，十戒為出家僧人盡形壽受持（一生持守）。